# نهائي كأس ملك إسبانيا 1990
نهائي كأس ملك إسبانيا 1990 هو النهائي رقم 88 في إطار بطولة كأس إسبانيا ، جمعت المباراة النهائية ناديّ برشلونة وريال مدريد في كلاسيكو الكرة الإسبانية بتاريخ 5 أبريل على ملعب ميستايا بمدينة فالنسيا وتمكن نادي برشلونة من تحقيق البطولة بعد الفوز بنتيجة 2-0 .

## التفاصيل
| برشلونة                                                | 2–0 | ريال مدريد       |
| ------------------------------------------------------ | --- | ---------------- |
| غويليرمو أمور 68' · ساليناس 90' · المدرب · يوهان كرويف |     | المدرب جون توشاك |